# NGC 5597
NGC 5597 (również PGC 51456) – galaktyka spiralna z poprzeczką (SBcd), znajdująca się w gwiazdozbiorze Wagi. Odkrył ją William Herschel 14 maja 1784 roku.
W galaktyce tej zaobserwowano supernowe SN 1981E i SN 2012es.